# Heterocithara sibogae
Heterocithara sibogae is een slakkensoort uit de familie van de Mangeliidae. De wetenschappelijke naam van de soort is voor het eerst geldig gepubliceerd in 1970 door Shuto.